# Ladislao Mittner
Ladislao Mittner (* 23. April 1902 in Fiume, Österreich-Ungarn; † 5. Mai 1975 in Venedig) war ein italienischer Germanist, Literaturkritiker und Sprachwissenschaftler. Mittner gilt als Begründer der modernen Germanistik in Italien.

## Leben
Ladislao (auch Ladislaus oder Ladislav) wurde 1902 in der damals noch habsburgischen Freien Stadt Fiume (kroatisch Rijeka, heute in Kroatien) geboren. Sein Vater Zoltán Mittner stammte aus Ungarn, seine Mutter Giovanna (geb. Burich) entstammte einer italienisch-kroatischen Familie aus Fiume. Ladislaos Eltern waren beide Schullehrer, sein Vater schrieb unter anderem auch Schulbücher für Italienisch. Enrico Burich, ein nur dreizehn Jahre älterer Onkel mütterlicherseits von Ladislao, war Germanist und unterrichtete Deutsch.
Im Gegensatz zu diesem sprachlich und sprachtheoretisch sehr anregenden, familiären Umfeld bot das literarische Leben Rijekas kaum Reize für den jungen Mittner. Hinzu kamen sprachpolitische Spannungen zwischen der örtlichen Irredenta und dem erdrückend erscheinenden Völkermosaik der Donaumonarchie. Mittners Interesse für deutsche Sprache und Literatur, sowie das in dieser Zeit literarisch zwar blühende, aber in Mittners Augen romantisch verklärte Triest, richteten seine Aufmerksamkeit auf den deutschen Sprachraum. Mittner sagte später selbst, die Vielfalt seiner Jugendeindrücke waren Grundlage für seine späteren wissenschaftlichen Arbeiten.
Nach dem Abitur in Fiume schrieb sich Ladislao Mittner 1919 für ein Literatur- und Philosophiestudium an der Universität Bologna ein, mit Gastsemestern in Florenz (1921) und Padua (1922). Er promovierte 1923 bei Giuseppe Tarozzi und einer wissenschaftlichen Arbeit mit dem Thema „Das Schöne und das Erhabene in der Ästhetik Schillers“. Es folgten Auslandsaufenthalte in Wien und München.
Mittner begann seine berufliche Laufbahn als Deutschlehrer an der 1923 gegründeten italienischen Oberschule „A. Cantore“ in Bruneck (1925–1934). 1930 heiratete er seine Frau Letizia (geb. Battistig von Tauffersbach) und veröffentlichte in den darauffolgenden Jahren erste Arbeiten zu deutscher Grammatik und Semantik. Von 1934 bis 1939 war er als Deutschlehrer am Lyzeum „C. Cavour“ in Turin tätig. Beeinflusst von den weltpolitischen Ereignissen, studierte er Ende der dreißiger Jahre altgermanische Mythologie und Dichtung sowie die Syntax der protogermanischen Sprache; parallel dazu beschäftigte er sich mit deutscher Oper, Musik und philosophischer Poesie der Aufklärung. Nach seiner Habilitation übernahm er 1939 eine Dozentenstelle für Germanische Philologie am Italienischen Institut für Germanistik (Istituto Italiano di Studi Germanici) in Rom. 1942 folgte er schließlich einer Berufung an den Lehrstuhl für Deutsche Sprache und Literatur an der Wirtschaftswissenschaftlichen (später Sprachwissenschaftlichen) Fakultät der Universität Venedig.
Zu einem seiner Kernthemen wurde Ende der 40er Jahre die deutschsprachige Romantik. Andere Forschungsschwerpunkte bildeten der Expressionismus und die Lebenswerke von Goethe, Hölderlin und Mann. Zwischen 1964 und 1971 veröffentlichte Ladislao Mittner sein bekanntestes Werk, die monumentale „Storia della letteratura tedesca“ (Geschichte der deutschen Literatur) in drei Bänden. 1967 wurde er korrespondierendes Mitglied an der Deutschen Akademie für Sprache und Dichtung, im Jahr darauf an der Accademia Nazionale dei Lincei. Mittner blieb 30 Jahre an der Ca' Foscari bis zu seiner Pensionierung (1942–1972). Er starb 1975 im Alter von 73 Jahren.

## Nachleben
Mittner gilt in Italien als einer der bedeutendsten Germanisten. Zum einen aufgrund des Volumens seiner wissenschaftlichen Veröffentlichungen, vor allem jedoch weil er es schaffte einen Bogen zu spannen von den germanischen Ursprüngen bis hin zur zeitgenössischen Avantgarde. Viele seiner Schriften zählen zum Standardwerk italienischer Germanisten. Ladislao Mittner war Lehrer anderer bedeutender italienischer Germanisten und Schriftsteller, wie z. B. Giuliano Baioni, Paolo Chiarini und Claudio Magris.
Aufgrund seiner Vermittlung der deutschen Kultur in Italien und dem damit verbundenen kulturellen Dialog zwischen beiden Ländern wird vom deutsch-italienischen Hochschulzentrum seit 2001 der jährliche Ladislao-Mittner-Preis vergeben. Der Preis besteht aus einem vom Deutschen Akademischen Austauschdienst (DAAD) finanzierten Geldbetrag in Höhe von Euro 5.000,- und einem Stipendium für einen Forschungsaufenthalt in der Bundesrepublik Deutschland.

## Ehrungen
- 1957: Großes Verdienstkreuz der Bundesrepublik Deutschland
- 1961: Komtur des Verdienstordens der Italienischen Republik
- 1962: Gold-Medaille des Ministeriums für Unterricht für Verdienste für die Schulen
- 1965: Premio Internazionale di Poesia „Riviera di Ulisse“
- 1966: Goethe-Medaille in Gold des Goethe-Instituts München
- 1972: Friedrich-Gundolf-Preis der Deutschen Akademie für Sprache und Dichtung[5]

## Werke und Schriften (Auswahl)
- La concezione del divenire nella lingua tedesca, Vita e pensiero, Mailand, 1931
- L'opera di Thomas Mann, Sperling & Kupfer, Mailand, 1936
- Sein und Werden in der Gotenbibel: eine semantische Untersuchung, Winter, Heidelberg, 1939
- Schicksal und Werden im Altgermanischen, Winter, Heidelberg, 1939
- La lingua tedesca e lo spirito dell'antica poesia Germanica, G.C. Sansoni, Florenz, 1942
- Grammatica della Lingua Tedesca, Scolastiche Mondadori, Mailand, 1953
- Die Kenning als tragisch-ironisches Sinnbild in der Edda in Die Sprache, Wien, 1951
- Ambivalenze romantiche. Studi sul romanticismo tedesco, G. D'Anna, Messina u. Florenz, 1954
- Wurd – Das Sakrale in der Altgermanischen Epik, Francke, Bern, 1955
- La letteratura tedesca del Novecento e altri saggi, Einaudi, Turin, 1960
- Storia della letteratura tedesca: I. Dai primordi pagani all'età barocca (dal 750 al 1700 circa), Einaudi, Turin, 1964
- Storia della letteratura tedesca: II. Dal pietismo al romanticismo (1700-1820), Einaudi, Turin, 1964
- Storia della letteratura tedesca: III. Dal realismo alla sperimentazione. 1. Dal Biedermeier al fine secolo (1820-1890), Einaudi, Turin, 1971
- Storia della letteratura tedesca: III. Dal realismo alla sperimentazione. 2. Dal fine secolo alla sperimentazione (1890-1970), Einaudi, Turin, 1971
- Saggi, divagazioni, polemiche, Morano, Neapel, 1964
- L'epressionismo, Laterza, Bari, 1965
- Bilancio dell'Espressionismo, Vallecchi, Florenz, 1965